# Ridgway (Colorado)
Ridgway es un pueblo ubicado en el condado de Ouray, Colorado, Estados Unidos. Según el censo de 2020, tiene una población de 1183 habitantes.
Formalmente es un municipio (en inglés, home-rule municipality).

## Geografía
La localidad está situada en las coordenadas 38°9′26″N 107°45′17″O / 38.15722, -107.75472 (38.157178, -107.754597). Según la Oficina del Censo de los Estados Unidos, Ridgway tiene una superficie total de 4.79 km², correspondientes en su totalidad a tierra firme.

## Demografía
Según el censo de 2020, hay 1183 personas residiendo en Ridgway. La densidad de población es de 246,97 hab./km². El 89.87% de los habitantes son blancos, el 0.42% son afroamericanos, el 0.08% es amerindio, el 1.01% son asiáticos, el 2.70% son de otras razas y el 5.92% son de una mezcla de razas. Del total de la población, el 6.59% son hispanos o latinos de cualquier raza.

## Economía

### Turismo

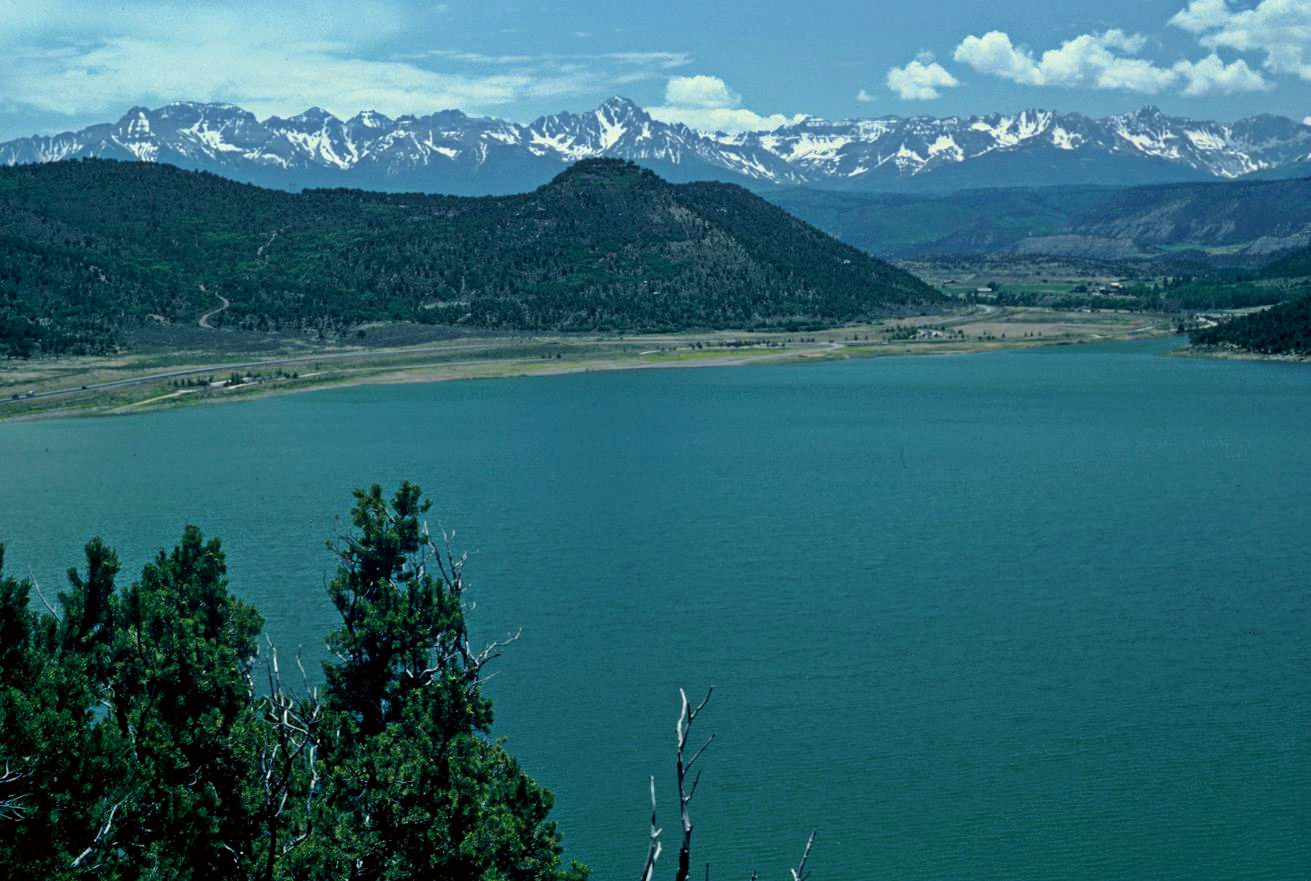
Ridgway Reservoir

El pueblo es un relativamente importante polo turístico y está ubicado en una carretera que lleva a varios otros pueblos de montaña de la región.
El agua juega un papel importante en la cultura local de Ridgway. La localidad mantiene un puerto deportivo en la entrada norte de Ridgway Reservoir, un lago artificial embalsado por la represa Ridgway. Durante los cálidos meses de verano, muchos turistas y lugareños aprovechan el Ridgway Reservoir, a menudo haciendo wakeboard o disfrutando de un día en su playa.
La localidad también cuenta con Orvis Hot Springs, un complejo de aguas termales naturales donde la ropa es opcional, aunque tiene una piscina cubierta que requiere ropa.

### Cannabis
Ridgway se ha convertido en un importante centro de producción de cannabis luego de su legalización. El producto se vende en las nuevas tiendas de lujo de Aspen.
Varios locales de venta de cannabis se han instalado sobre la autopista.

## Los premios Grammy
Los trofeos del premio Grammy están hechos a mano exclusivamente por John Billings (el Grammy Man) y su equipo de artesanos en Billings Artworks, en Ridgway. Todos los trofeos se funden a mano en una aleación llamada grammium. Luego se liman, muelen y pulen a mano, antes de enchaparse en oro de 24 quilates.